# Tumbi

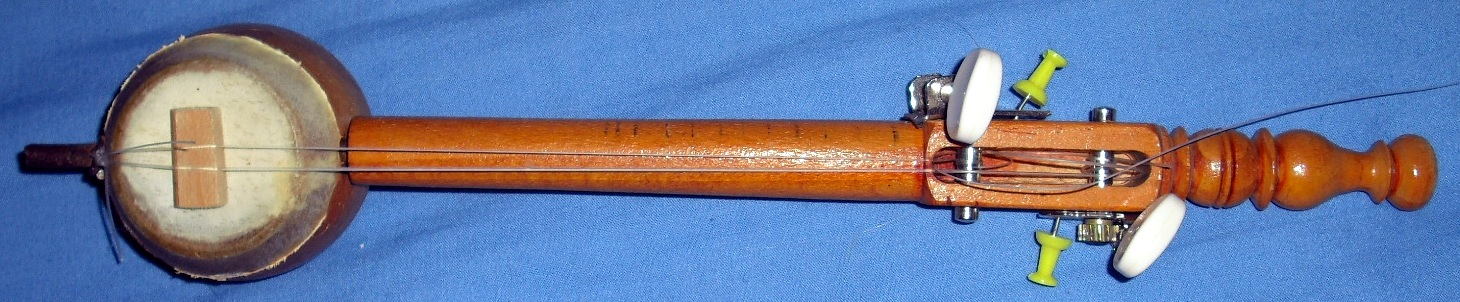
Tumbi

Tumbi je tradiční hudební nástroj pocházející ze severoindického Paňdžábu. Tento vysoko laděný, jednostrunný nástroj je spojován s paňdžábskou lidovou hudbou a v současné době je velice populární v západní bhangře.
Dřevěné tělo nástroje, zvané toomba, je pokryto kůží. Na kovovou strunu se hraje ukazováčkem.
Tumbi si získalo oblibu díky puňdžábskému zpěvákovi Lal Chand Yamla Jattovi. V šedesátých, sedmdesátých a osmdesátých letech 20. století ho používala většina lidových puňdžábských zpěváků. Nejznámější byli Kuldip Manak, Amar Singh Chamkila a Mohammed Sadiq.
Nejznámější skladbou západní populární hudby využívající tumbi je Mundian To Bach Ke od Panjabi MC.

## Současní známí hráči na tumbi
- Lal Chand Yamla Jatt (Paňdžáb, Indie)
- Amar Singh Chamkila
- Kuldip Manak
- Malkit Singh MBE(Golden Star UK)
- Manmohan Waris
- Bee2 (Londýn, VB)
- Bittu Dhakkia Dha (Londýn, VB)
- Waraich (Dhuri, Sangrur)
- Pardeep Sandhu (Londýn, VB)
- Manpreet Sidhu (Brampton, Ontario)
- Jimmy Singh (GraceChurch, Brampton)
- Babu Haabi (Mumbai, Indie)
- Hardip Singh (Birmingham, VB)
- Pavjinder Dhalinagra (Birmingham, VB)
- Sukhshinder Shinda- (Birmingham, VB)
- Aman Hayer (Lemington Spa, VB)
- Maninder Singh (Paňdžáb, Indie)
- Gurtej Singh (West Brom, VB)
- Manmohan Waris